# Mount McKeown
Mount McKeown är ett berg i Antarktis. Det ligger i Västantarktis. Chile gör anspråk på området. Toppen på Mount McKeown är 1 880 meter över havet.
Terrängen runt Mount McKeown är bergig österut, men västerut är den kuperad. Trakten är obefolkad. Det finns inga samhällen i närheten.